# Tetragnatha rava
Tetragnatha rava är en spindelart som beskrevs av Gillespie 2003. Tetragnatha rava ingår i släktet sträckkäkspindlar, och familjen käkspindlar. Inga underarter finns listade i Catalogue of Life.